# Kalghatgi
Kalghatgi är en ort i Indien.   Den ligger i distriktet Dharwad och delstaten Karnataka, i den sydvästra delen av landet, 1 500 km söder om huvudstaden New Delhi. Kalghatgi ligger 568 meter över havet och antalet invånare är 15 428.
Terrängen runt Kalghatgi är platt. Runt Kalghatgi är det ganska tätbefolkat, med 230 invånare per kvadratkilometer. Kalghatgi är det största samhället i trakten. Trakten runt Kalghatgi består till största delen av jordbruksmark.